# Casa de Aberffraw
La Casa de Aberffraw es un término historiográfico y genealógico utilizado por los historiadores para ilustrar la línea directa de sucesión de Rhodri el Grande de Gales a través de su hijo Anarawd.

## Fundación
Anarawd y sus herederos inmediatos convirtieron el pueblo de Aberffraw en Anglesey (Ynys Môn) en su primera sede familiar.
En el siglo X, Rhodri el Grande había heredado Gwynedd de su padre y Powys de su madre, y había añadido Seisyllwg (Ceredigion y Carmarthenshire) por matrimonio dinástico con Angharad de Seisyllwg. La influencia de Rhodri en el resto de Gales era significativo, y dejó un legado duradero.

## Sucesión
La familia fue capaz de afirmarse dentro de Gwynedd, su esfera tradicional de influencia, pero hacia el siglo XI fueron desbancados por Powys y Deheubarth por una serie de gobernantes fuertes de la Casa de Dinefwr en Deheubarth, sus primos dinásticos menores. La casa de Dinefwr descendía del segundo hijo de Rhodri el Grande. Aun así, Gruffudd ap Cynan de Aberffraw fue capaz de recuperar su patrimonio y posición como Príncipe de Gwynedd tras la invasión normanda en torno a 1100. Owain Gwynedd, hijo de Gruffudd hijo, derrotó a Enrique II de Inglaterra y a un extenso ejército angevino en 1157 y 1166, lo que le valió a Owain su proclamación como Princeps Wallensium, Príncipe del galés, por otros gobernantes galeses. Esta proclamación fortaleció las pretensiones de Aberffraw como familia real principal de Gales, como línea sénior descendiente de Rhodri el Grande. Esta posición fue reafirmada en la biografía La Historia de Gruffydd ap Cynan. Escrita en latín, la biografía estaba destinada a un público de fuera de Gales. La importancia de esta reclamación era que los Aberffraw no debían nada al rey inglés por su posición en Gales, y que mantuvieron su autoridad en Gales "por derecho absoluto de descendencia", escribió historiador John Davies.
Hacia 1216 Llywelyn el Grande había recibido la lealtad y homenaje de los gobernantes Dinefwr de Deheubarth en el Consejo de Aberdyfi. Con el homenaje y la lealtad jurados por otros señores galeses a Llywelyn en el Consejo de Aberdyfi, Llywelyn el Grande se convirtió en el primer "Príncipe de facto de Gales" en el sentido moderno, aunque fuera su hijo Dafydd ap Llywelyn el primero en adoptar aquel título. Aun así, la 1282 Conquista de Gales por Eduardo redujo la influencia de la familia. Eduardo I de Inglaterra forzó a los restantes miembros de la familia a desistir de su reclamación al título de Príncipe de Gales bajo el Estatuto de Rhuddlan en 1284, que también abolió la realeza galesa independiente. Los Aberffraw más cercanos al entorno de Llywelyn II fueron encarcelados de por vida, mientras que los restantes desaparecieron y se ocultaron. Otros miembros de la familia reclamaron su patrimonio, como Owain Lawgoch en el siglo XIV.
Miembros de la Casa de Aberffraw fueron Idwal Foel, Iago ab Idwal, Cynan ab Iago, Gruffudd ap Cynan, Owain Gwynedd, Gwenllian ferch Gruffydd, Llywelyn el Grande, Llywelyn ap Gruffudd, y Owain Lawgoch. Entre las ramas supervivientes estaría la familia Wynn de Gwydir.

## Footnotes
1. 1 2  Davies, John, A History of Wales, Penguin, 1994, Aberffraw primacy pg 116, Aberfraw relations with English crown pp 128, 135,succession, pg 136
2. ↑  Lewis, Hurbert; The Ancient Laws of Wales, 1889.
3. ↑  Davies, John A History of Wales, the title Princeps Wallensium
4. ↑  Davies, John, A History of Wales, Penguin, 1994, Llywelyn receives homage of other lords, council of Aberdyfi pp 137–139